# Aš
Aš (tyska: Asch) är en stad i Tjeckien. Den är belägen i Böhmen och i regionen Karlovy Vary. Per den 1 januari 2016 hade staden 13 190 invånare.

## Stadsdelar
Aš (Asch), Dolní Paseky (Niederreuth), Doubrava (Grün), Horní Paseky (Oberreuth), Kopaniny (Krugsreuth), Mokřiny (Nassengrub), Nebesa (Himmelreich, tidigare även Egrisch Reuth), Nový Žďár (Neuenbrand) och Vernéřov (Wernersreuth).